# Evstahijeva cev
Evstahijeva cev (latinsko tuba auditiva, tudi ušesna troblja) je v anatomiji cev, ki povezuje žrelo (farinks) s srednjim ušesom. Pri odraslih ljudeh je dolga približno 35 mm in ima premer 3 mm. Ime je dobila po Bartolomeju Eustachiju, italijanskem anatomu iz 16. stoletja.
Pri ljudeh in tetrapodih sta tako srednje uho kot sluhovod običajno napolnjena z zrakom. Za razliko od zraka v sluhovodu pa zrak v srednjem ušesu ni v neposrednem stiku z zunanjo atmosfero, zato lahko nastane razlika med atmosferskim tlakom sluhovoda in tlakom v srednjem ušesu. Običajno je Evstahijeva cev prelomljene oblike, vendar se ta med požiranjem ali pozitivno tlačno razliko odpre, kar omogoča izenačenje obeh tlakov. Aktivno odpiranje evstahijeve cevi (z dejanji, kot je požiranje ali Valsalvinov manever) je potrebno za izenačitev tlaka med srednjim ušesom in atmosfero okolice, pogostost odpiranja pa je odvisna od velikosti tlačnih razlik.